# کدام مسیر به خانه عمه من می‌رسد؟
کدام مسیر به خانه عمه من می‌رسد؟ (به تلگو: Attarintiki Daredi) فیلمی محصول سال ۲۰۱۳ و به کارگردانی تریویکرام سرینیواس است. در این فیلم بازیگرانی همچون پاوان کالیان، سامانتا روت پرابو، پرانیتا سوبهاش، بومان ایرانی، برهماناندام، موکش ریشی، همسا ناندینی ایفای نقش کرده‌اند.